# Cethosia obscura
Cethosia obscura е вид пеперуда от семейство Многоцветници (Nymphalidae). Видът не е застрашен от изчезване.

## Разпространение
Разпространен е в Папуа Нова Гвинея (Бисмарк).